# 夜ノみつき
夜ノ みつき（やの みつき）は、日本のイラストレーターおよび原画家。

## 人物
2011年頃から活動しており、数々のゲームの原画、キャラクターデザインや挿絵を手掛ける。PCゲームでは主にエウシュリー、戯画などの作品の原画、キャラクターデザインを手掛ける。月刊メガストアの表紙を2019年1月号から担当する。
2021年8月31日にエウシュリーを退職し、フリーとなった。

## 代表作

### ゲーム
- 神採りアルケミーマイスター
- 創刻のアテリアル
- 魔導巧殻
- 天秤のLa DEA。
- ウチの姫さまがいちばんカワイイ
- 珊海王の円環
- BALDR BRINGER
- 姫狩りインペリアルマイスター
- マギアレコード 魔法少女まどか☆マギカ外伝（史乃沙優希キャラクターデザイン・カードイラスト）
- 封緘のグラセスタ
- 天冥のコンキスタ
- 天結いラビリンスマイスター
- ウチのペット事情

### 挿絵
- 『チート魔術で運命をねじ伏せる』（著:月夜涙）モンスター文庫
- 『コミュ難の俺が、交渉スキルに全振りして転生した結果』（著:朱月十話）ファミ通文庫
- 『最強の種族が人間だった件』（著:柑橘ゆすら）ダッシュエックス文庫
- 『モンスター・ファクトリー』（著:アロハ座長）富士見ファンタジア文庫
- 『Sランクモンスターの《ベヒーモス》だけど、猫と間違われてエルフ娘の騎士として暮らしてます』（著:銀翼のぞみ）GCノベルズ
- 『異世界エルフの奴隷ちゃん』（著:柑橘ゆすら）ダッシュエックス文庫
- 『異世界スーパー幼女村長☆彡』（著:弥生志郎）MF文庫J
- 『魔法学校首席になったら嫁と娘と一軒家がついてきたんだが』（著:桐山なると）ファミ通文庫
- 『我が弟子が最も強くてカワイイのである』（著:赤石赫々）富士見ファンタジア文庫
- 『『ショップ』スキルさえあれば、ダンジョン化した世界でも楽勝だ〜迫害された少年の最強ざまぁライフ〜』（著:十本スイ）ダッシュエックス文庫
- 『Nostalgia world online〜首狩り姫の突撃！ あなたを晩ご飯！〜』（著:naginagi）TOブックス
- 『国王である兄から辺境に追放されたけど平穏に暮らしたい 〜目指せスローライフ〜』（著:おとら）電撃の新文芸
- 『レベルガチャ〜ハズレステータス『運』が結局一番重要だった件〜』（著:皇雪火）TOブックス